# Terminator 3: War of the Machines
Terminator 3: War of the Machines – gra komputerowa z gatunku first-person shooter stworzona przez Clever's Development nawiązująca do filmowej serii Terminator.

## Rozgrywka
Akcja rozgrywa się w teraźniejszości w Los Angeles, zanim wybuchła wojna z maszynami, jak i w ogarniętej wojną przyszłości. Gracz obserwuje grę z perspektywy pierwszej osoby. Na początku gry postać walczy po stronie Skynetu jako Terminator T-800, potem zostaje schwytany i przeprogramowany przez ruch oporu by walczyć po stronie ludzi. W trybie wieloosobowym może grać do 32 osób naraz w trybach team deathmatch, mission oraz domination.

## Produkcja
Na potrzeby produkcji nakręcono dodatkowe pięć minut scen, których nie ma w filmie. Według twórców pozwala to na większą immersję świata przedstawionego.